# Гершель (Мимас)

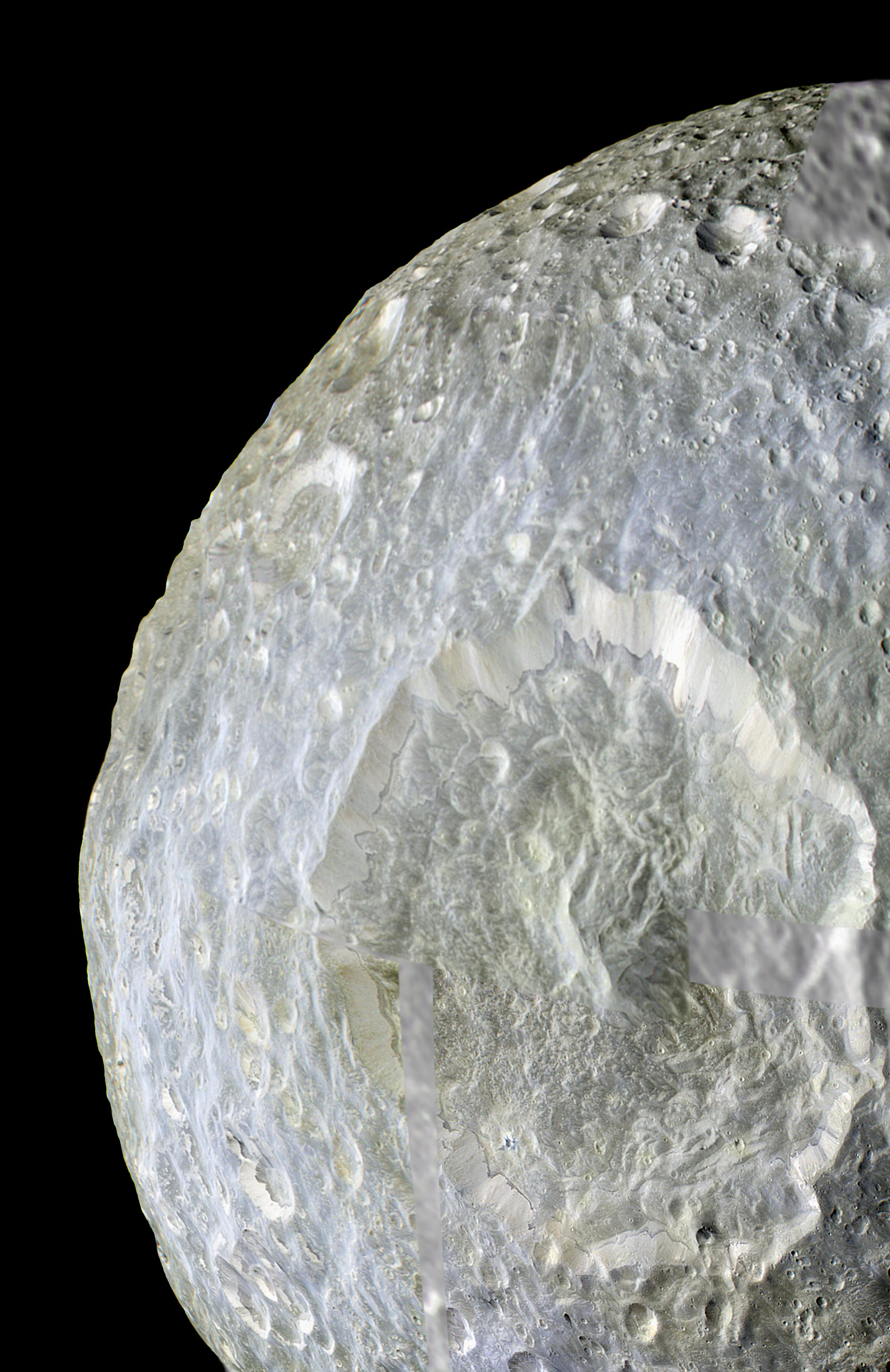
Кратер Гершель. Снимок с аппарата Кассини

Гершель (лат. Herschel) — ударный кратер на Мимасе, спутнике Сатурна.
Диаметр кратера составляет почти треть диаметра самого Мимаса, и равен 135 километрам. Высота стен кратера составляет около 5 километров, наибольшая глубина — 10 километров. Центральное возвышение выдаётся на 6 километров над уровнем дна кратера. Трещины, заметные на противоположной стороне спутника, вероятно, образованы ударными волнами, прошедшими сквозь его тело. Поверхность Мимаса усеяна более мелкими ударными кратерами, ни один из которых не сопоставим по масштабам с Гершелем.
Кратер назван в честь астронома XVIII века Уильяма Гершеля, который в 1789 году открыл Мимас. Это название было утверждено Международным астрономическим союзом в 1982 году.
В фантастической литературе кратер описывается в рассказе Гарри Тертлдава Les Mortes d’Arthur. В рассказе описываются 66-е Олимпийские игры современности, проходящие на Мимасе, одним из видов олимпийской программы являются прыжки с 5000 метрового трамплина, проходящие на кратере Гершеля. Расстояния, достигнутые спортсменами будущего, — свыше 11 километров, время полета — около 10 минут.